# Донской (город)
Донско́й — город (с 1939) в Тульской области России. Является городом областного подчинения, образующий городской округ город Донской.

## Физико-географическая характеристика

### География
Город расположен в верховьях реки Дон в 65 км к юго-востоку от Тулы на железнодорожной линии (станция Бобрик-Донской) Вязьма — Сызрань, связывающей Поволжье с западными районами страны. Расстояние до автодороги М4 «Дон» — 20 км.
Муниципальное образование занимает площадь 4758 га при наибольшей протяжённости 30 км (на 01.01.1997). Северо-западной окраиной непосредственно смыкается с городом Новомосковск, на востоке граничит с Кимовским районом, на юге и западе — с Узловским районом. Муниципальное образование город Донской имеет статус городского округа, в состав которого входят восемь микрорайонов — Центральный (включающий исторический центр Бобрик-Гора), Северо-Задонск, Подлесный, Руднев, Новоугольный, Комсомольский, Шахтёрский и Задонье.
В черте города находятся реки Бобрик и Ольховец.
Почву в окрестностях самого города составляет деградированный чернозём. Городская местность — ровная, с некоторым общим уклоном на восток. В центре ДМО находится Бобрик-Гора, которая является исторической его частью. В окрестностях города река Дон, принимая воду небольшой речки Бобрик, огибает Бобрик-Гору. На территории города разведаны значительные запасы бурых углей, добыча которых производилась более 100 лет. В окрестностях самого города есть огнеупорные и тугоплавкие глины, строительный песок, имеются запасы гипса и каменной соли.
В северо-восточной части ДМО расположены леса, в которых произрастают преимущественно широколиственные породы деревьев: осина, берёза, клён, липа, ясень, изредка дуб. Из животных в лесах и перелесках водятся зайцы, лисы, барсуки, распространены различные породы уток и куликов. В водоёмах обитают карась, сазан, карп, окунь, пескарь, плотва и некоторые другие виды рыб.

### Климат
Город Донской расположен в средней полосе России, где климат умеренно континентальный, подвержен влиянию северных и северо-восточных ветров. Разница средних температур лета и зимы достигает 28 °C. Наибольшее тепло наблюдается в июле, средняя температура этого месяца составляет +18,1°С. Средняя температура января составляет −6,9°С. Первые заморозки наступают в конце сентября, устойчивый снежный покров ложится в ноябре. Устойчивые морозы наступают в конце ноября, прекращаются в середине марта. Продолжительность периода с устойчивыми морозами длится 110—115 дней. Продолжительность безморозного периода в среднем равна 140 дням. Лето начинается в мае и длится до октября.
Облачность в году довольно значительная, особенно в ноябре-декабре. Территория города относится к зоне нормального увлажнения. Среднегодовая сумма осадков составляет 680 мм, причем большая часть их приходится на теплый период (60 %) с максимумом с мая по август. В холодное время года сумма осадков составляет 260 мм, в теплое — 420 мм. Суточный максимум осадков 5 мм. Мощность снежного покрова достигает в среднем 35 см, максимальная — 73 см. Устойчивый снежный покров держится с конца ноября до середины апреля. Число дней со снежным покровом составляет 136 дней.

### Экология
На территории города сложилась неудовлетворительная ситуация по качеству атмосферного воздуха. Основными источниками загрязнения атмосферного воздуха служат промышленные предприятия и автотранспорт.

## История
В писцовых книгах 1571—1572 годов упоминается «починок Ходырев на усть речки Бобрика». Название починка, образованное от прозвищного личного имени Ходырь (известно с XV века), в местной топонимике не сохранилось. Речка (правый приток Дона) получила название по наименованию животного бобр, обитавшего в прошлом на реках центральной России. По ней уже были названы: приустьевая возвышенность Бобрик-Гора, соседнее село Боборики и вся окрестная местность как уезд Бобрики.
В самом конце XVII века Пётр I предпринял попытку «стыковки» водных систем рек Волги и Дона, начав строительство Ивановского канала, трасса которого должна была пройти по территории Епифанского, Венёвского, Дедиловского и Тульского уездов, валы которого сохранились в окрестностях современного города Донской.
В 1763 году Екатерина II стала владеть Бобриковской волостью, которую купила у Николая Ладыженского и перевела их из дворцового ведомства в личную собственность. В 1770 году она передала тульские вотчины своему трёхлетнему внебрачному сыну от Григория Орлова Алексею, который получил их в наследственное пользование. Фамилия Бобринский впоследствии была ему дата по названию усадьбы Бобрики. Закладка дворца в Бобриках состоялась 24 мая 1773 года, а весной следующего года там было начато строительство церкви Нерукотворного образа Спасителя. Рядом на живописном холме при слиянии рек Дон и Бобрик был разбит парк, обустройством которого впоследствии занимался Андрей Болотов. Дворец, строительство которого продолжалось до 1778 года, представлял собой большое двухэтажное здание, выстроенное в стиле классицизма. Однако для постоянного проживания Бобринские выбрали не Бобрики, а Богородицк, где более скромный по размерам дворец был уже отделан и готов к проживанию. С годами огромный дворец ветшал, его обслуживание обходилось очень дорого, и в начале 1840-х годов он был разобран до основания.
В 1834 году Василий Алексеевич Бобринский, внук императрицы Екатерины II, основал в селе Бобрики суконную фабрику, в 1855 году построил свеклосахарный завод, а для престарелых крестьян устроил богадельню. В 1876 году по распоряжению Алексея Васильевича Бобринского в усадьбе были посажены леса, которые сохранились до настоящего времени. В 1874 году, при активном содействии министра путей сообщения Алексея Павловича Бобринского, была построена Сызрано-Вяземская железная дорога, на которой появился станция Бобрик-Донской. В 1881 году горным инженером А. О. Струве было открыто Бобриковское угольное месторождение, и в 1883 году там началась систематическая добыча угля на шахте. В 1888 году в Бобриках появился конный завод, основанный Алексеем Алексеевичем Бобринским.
В начале XX века на угольных месторождениях в Бобриках функционировали четыре угледобывающих предприятия, запустивших проходку шахтных стволов с конным приводом. В 1917 году к освоению Бобриковского месторождения приступило акционерное общество горной промышленности и электрификации Средней России «Горноток» для возведения электростанции, работающей на подмосковном угле. Однако из капитальных сооружений общество «Горноток» успело выстроить лишь подъездной путь к шахтам и несколько домов для рабочих — виной тому революционные потрясения и последовавшая вскоре национализация. Этот рабочий посёлок впоследствии и стал городом Донской. 7 декабря 1918 года шесть шахт, расположенных в районе станции Бобрик-Донской объединились в Государственные копи Бобриковского угольного района. 12 ноября 1922 года была открыта одна из первых электростанций, построенных по ленинскому плану ГОЭЛРО — Бобриковская электростанция им. 5-й годовщины Октябрьской революции (БЭЛЬПОР).
Постановлением ВЦИК РСФСР от 7 января 1929 года посёлок при руднике имени А. И. Рыкова отнесён к категории рабочих посёлков с присвоением ему наименования Донской по близости к реке Дон. 15 мая 1929 года пущен в эксплуатацию цех по производству кирпича, ставший позднее Донским кирпичным заводом. В 1932 году рабочий посёлок Донской становится центром Донского района, выделенного из части Узловского района. 7 апреля 1934 года в бывшем имении графов Бобринских на Бобрик-Горе открылся Дом отдыха. 19 сентября 1939 года Указом Президиума Верховного Совета РСФСР рабочий посёлок Донской с населением в 13415 человек получил статус города.
С 18 по 26 ноября 1941 года в ходе Великой Отечественной войны натиск немецко-фашистских войск в районе Донского сдерживала 239-я стрелковая дивизия под командованием полковника Гайка Мартиросяна, после отхода которой город оказался в оккупации. 13 декабря 1941 года Донской был освобожден частями 328-й и 330-й стрелковых дивизий. Всего за годы войны на фронт ушли 12 628 дончан, из которых 3 826 погибли в бою, скончались от ран или пропали без вести. За отвагу и воинскую доблесть 8 600 человек награждены орденами и медалями, включая шесть высших степеней отличия — Герой Советского Союза.
В послевоенные годы в Донском районе насчитывалось 23 колхоза, которые обеспечивали дончан сельскохозяйственной продукцией. В первой половине 1950-х годов они были объединены в 8 укрупненных колхозов. До 1960-х годов Донской развивался как город шахтеров, где работали два угольных треста — «Донскойуголь» и «Красноармейскуголь». В последующее десятилетия в городе активно развивалась промышленность и открывались новые предприятия: чулочная фабрика (1960), экспериментальный завод (1961), завод радиодеталей (1963), авторембаза (1963), обувная фабрика (1967) и кожгалантерейная фабрика (1969). 1 февраля 1963 года город Донской отнесён к категории городов областного подчинения.
В 2005 году в состав города в качестве микрорайонов включены город Северо-Задонск и рабочие посёлки Подлесный, Руднев, Новоугольный, Комсомольский, Шахтёрский, Задонье (ранее подчиненные администрации города Донской).
Донской образует одноимённый городской округ.

## Население
Численность населения Донского по данным Федеральной службы государственной статистики на 1 января 2022 года (с учётом итогов переписи 2021) составляла 63 837 человек. В течение последних лет сохраняется тенденция снижения численности постоянного населения города. Ежегодное снижение численности постоянного населения происходит в основном за счёт естественной убыли.
| 1931    | 1939    | 1959    | 1967    | 1970    | 1979    | 1989    | 1992    | 1996    | 1998    | 2002    | 2003    |
| ------- | ------- | ------- | ------- | ------- | ------- | ------- | ------- | ------- | ------- | ------- | ------- |
| 5700    | ↗13 385 | ↗30 310 | ↘30 000 | ↗33 402 | ↗35 411 | ↗36 158 | ↘36 000 | ↘35 700 | ↘35 000 | ↘32 745 | ↘32 700 |
| 2005    | 2006    | 2007    | 2009    | 2010    | 2011    | 2012    | 2013    | 2014    | 2015    | 2016    | 2017    |
| ↘31 700 | ↗66 700 | ↘65 800 | ↘64 510 | ↗64 552 | ↘64 460 | ↘64 368 | ↘64 266 | ↘63 955 | ↗64 403 | ↘64 201 | ↘63 842 |
| 2018    | 2019    | 2020    | 2021    |         |         |         |         |         |         |         |         |
| ↘63 631 | ↘63 014 | ↘62 621 | ↗63 837 |         |         |         |         |         |         |         |         |

На 1 января 2025 года по численности населения город находился на 258-м месте из 1124 городов Российской Федерации.
Национальный состав
По итогам переписи населения 2020 года проживали следующие национальности (национальности менее 0,1 % и другое см. в сноске к строке «Другие»):
| Национальность | Численность, чел. | Доля     |
| -------------- | ----------------- | -------- |
| Русские        | 59 857            | 93,77 %  |
| Армяне         | 452               | 0,71 %   |
| Татары         | 378               | 0,59 %   |
| Украинцы       | 196               | 0,31 %   |
| Таджики        | 169               | 0,26 %   |
| Езиды          | 162               | 0,25 %   |
| Азербайджанцы  | 160               | 0,25 %   |
| Цыгане         | 142               | 0,22 %   |
| Узбеки         | 117               | 0,18 %   |
| Грузины        | 64                | 0,10 %   |
| Другие         | 2140              | 3,36 %   |
| Итого          | 63 837            | 100,00 % |

## Местное самоуправление
Органы местного самоуправления муниципального образования не входят в систему органов государственной власти. Представительным органом муниципального образования город Донской, обеспечивающим реализацию прав и свобод граждан, проживающих на его территории, является Собрание депутатов, которое состоит из 20 депутатов, избранных на муниципальных выборах на 5 лет. С 20 сентября 2019 года осуществляет свою деятельность Собрание депутатов 6 созыва, полномочия которого заканчиваются в 2024 году.
Организацию деятельности Собрания депутатов осуществляет глава муниципального образования город Донской, исполняющий полномочия председателя Собрания депутатов. Глава муниципального образования избирается из числа депутатов на срок полномочий Собрания депутатов действующего созыва на первом его заседании, открытым голосованием большинством голосов от установленной численности депутатов. С 20 сентября 2019 года должность главы занимает Елена Вячеславовна Александрова.
Постоянно действующим органом внешнего муниципального финансового контроля бюджетного законодательства муниципального образования город Донской является Контрольно-счетная комиссия, которая подотчетна Собранию депутатов.
Исполнительно-распорядительным органом местного самоуправления является администрация муниципального образования, расположенная по адресу город Донской, Центральный микрорайон, Октябрьская улица, дом 17. Администрацией руководит глава администрации муниципального образования на принципах единоначалия, который назначается на должность по контракту, заключаемому по результатам конкурса на срок полномочий Собрания депутатов, но не менее чем на два года. С 2016 по 2023 год главой администрации являлся Руслан Владимирович Бутов. С 20 сентября 2023 года временно исполняющим полномочия главы администрации муниципального образования назначен Сергей Григорьевич Кулик.
В структуру администрации муниципального образования входят отраслевые (функциональные) и территориальные органы администрации муниципального образования. Официальным печатным изданием для опубликования правовых актов органов местного самоуправления является газета «Муниципальные вести».

## Официальная символика
Официальными символами муниципального образования являются герб и флаг муниципального образования. За основу герба муниципального образования город Донской взят фрагмент из герба графского рода Бобринских, подлинное название которого гласит:
… в левом верхнем поле, разделённом поперёк пополам вверху серебряным, а внизу — красным цветом, восходит наискось бобр с левого нижнего угла к правому верхнему, также с переменным цветом из серебряного в красный…
Бобры — символ трудолюбия и настойчивости, аллегорически показывают историческую связь времён, делая флаг гласным по названию местности. Графская корона подчёркивает статус города Донского как местопребывания одного из дворянских родов России, представители которого были видными промышленниками, финансистами, военными, политическими, научными, общественными деятелями.
Флаг города Донской разработан на основе герба, и представляет собой прямоугольное полотнище с отношением ширины к длине 2:3, разделённое по горизонтали на две равные полосы: верхнюю белую и красную, воспроизводящее в центре фигуры из гербовой композиции: два сидящих, сообращённых и обернувшихся бобра переменных цветов, держащих между собой коронованную красной с жёлтыми жемчужинами и самоцветами графской короной жёлтую кирку.

## Экономика

### Бюджет
Местный бюджет разрабатывается и утверждается в форме муниципального правового акта Собрания депутатов муниципального образования. Составление проекта местного бюджета осуществляет администрация муниципального образования, после чего глава администрации вносит проект решения о бюджете на очередной финансовый год на рассмотрение Собрания депутатов, которое его утверждает. Исполнение бюджета и составление отчета об его исполнении обеспечивается администрацией.
Общий объём доходов бюджета муниципального образования город Донской за 2022 год составил 2 млрд. 38,9 млн рублей, из них 78,3 % или 1 млрд. 597,1 млн рублей составляют безвозмездные поступления от других бюджетов бюджетной системы РФ, 21,5 % или 438,3 млн рублей — налоговые и неналоговые доходы, 0,2 % или 3,4 млн рублей — прочие безвозмездные поступления.
В 2022 году расходы бюджета составили 1 млрд. 968,7 млн рублей, из которых доля средств федерального бюджета составляет 9,9 % от общей суммы расходов, регионального бюджета — 56,3 %, м униципального бюджета — 33,8 %. Более 65 % всех расходов бюджета было направлено на социальную сферу: образование, культуру, спорт и социальную политику, и более 27 % направлено на жилищно-коммунальное и дорожное хозяйство.

### Отрасли экономики

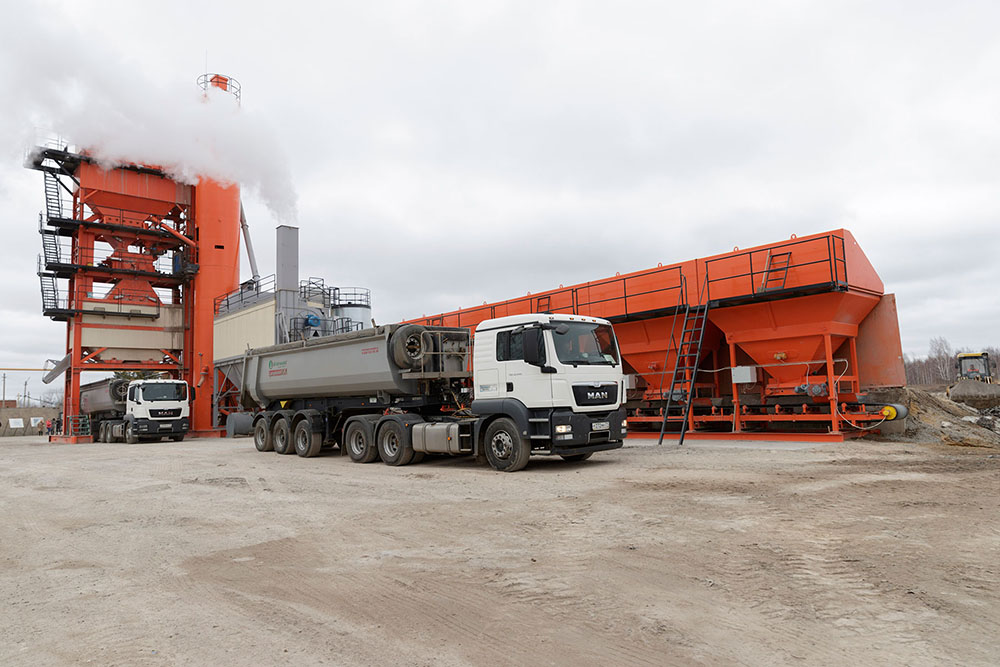
Асфальтобетонный завод в Донском

Основой развития территории стала угольная промышленность. Первый уголь в регионе был получен ещё в 1882 году. Его разработка связана с именем потомков графа Бобринского, получившего эти земли от Екатерины II. К началу 1960-х угольные залежи в основном выработались и на их базе появились новые промышленные предприятия: мебельная, обувная и чулочная фабрики, завод железобетонных конструкций и экспериментальный завод. В начале 1970-х были построены два крупных завода электронной промышленности. Реструктуризация угольной отрасли в 1990-е годы вызвала появление серьёзных социально-экономических проблем в городе.
В настоящее время промышленное производство является основой экономической базы города. Промышленность города представлена предприятиями пищевой, машиностроительной и металлообрабатывающей, деревообрабатывающей и легкой промышленности. Наиболее крупными предприятиями города являются:
- ОАО «Донской завод радиодеталей» — производство металлокерамических корпусов для сборки и герметизации интегральных схем для радиоэлектронной промышленности;
- ООО Тульская продовольственная компания «БиоФуд» — производство продукции быстрого приготовления под товарным знаком «Кухня без границ»;
- АО «Донская обувь» — дочернее предприятие московской обувной компании «Парижская коммуна»;
- ООО «Гранд А. В.» — производство влажных салфеток и нетканых полотенец в рулоне;
- АО «Электромашиностроительный завод» — производство блоков питания, бортовых электродвигателей, датчиков контроля работы приборов, преобразователей тока и т. д. Завод входит в холдинг «Аэроэлектромаш»;
- ООО «Легнум» — производство дверей для жилых домов, коммерческих, административных, промышленных помещений;
- Северо-задонский экспериментальный завод — угольное машиностроение[51].

В отраслевой структуре доля пищевой промышленности составляет — 21,6 %, на долю машиностроения приходится — 7,0 %, электронной — 15,1 %, деревообрабатывающая — 14,2 %, легкой — 3,3 %. За 2022 год объём отгруженной продукции по промышленному производству в действующих ценах составил 18,8 млрд руб., что составило 157,3 % к 2021 году. Объём инвестиций в основной капитал за 2022 год составил 575,5 млн руб. или 63,6 % к уровню аналогичного периода прошлого года.

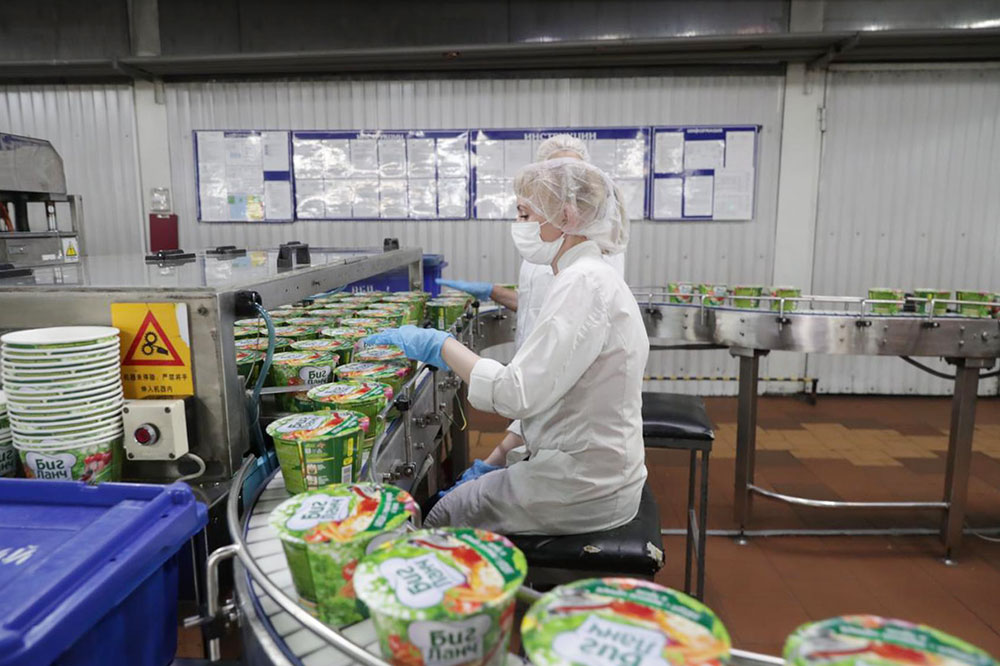
Производство продуктов быстрого приготовления на заводе «БиоФуд»

По состоянию на 1 апреля 2023 года на территории Донского действуют 448 объектов потребительского рынка и услуг, в том числе 315 предприятия торговли, 20 предприятие общественного питания, 79 предприятий бытового обслуживания, 34 аптек и аптечных пунктов. В городе осуществляют деятельность 1365 субъектов малого и среднего бизнеса, в том числе 1101 индивидуальный предприниматель и 264 юридических лиц. Основная доля малого бизнеса концентрируется в сферах розничной торговли и предоставление прочих коммунальных, социальных и персональных услуг. За 2022 год доля налоговых поступлений от малого и среднего бизнеса в консолидированный бюджет муниципального образования город Донской выросла на 33,7 % по сравнению с аналогичным периодом 2021 года и составила — 59,1 млн рублей. Оборот розничный торговли за 2022 год составил 4,4 млрд руб., что составляет 83,5 % от уровня 2021 года в действующих ценах.
Для оказания помощи в области развития малого и среднего бизнеса функционирует Донской муниципальный фонд поддержки малого и среднего предпринимательства. Взаимодействие органов власти с представителями бизнеса строится посредством работы Координационного совета в области развития малого и среднего предпринимательства. На территории муниципального образования город Донской осуществляет деятельность «Муниципальный» бизнес-гид, который отвечает за создание, развитие и организацию поддержки, развитие информационной осведомленности, вовлечением в предпринимательскую деятельность..
Ситуация на рынке труда в Донском в целом оценивается как стабильная, угрозы скачков безработицы и роста социальной напряжённости не прогнозируется. Уровень безработицы на 1 апреля 2023 года составляет 0,28 %. В 2022 году среднемесячная номинальная начисленная заработная плата работников крупных и средних предприятий и некоммерческих организаций составила 39980,8 руб., муниципальных дошкольных образовательных учреждений — 28 106,40 руб., муниципальных общеобразовательных учреждений — 36 448,20 руб., муниципальных учреждений культуры — 41466,9 руб., муниципальных учреждений физической культуры и спорта — 23199,0 руб.
В городе расположены отделения трёх банков, работают страховые компании.

## Жилищно-коммунальное хозяйство
Жилищный фонд городского округа составляет 1459,9 тыс. м². Управление многоквартирными домами осуществляет 5 управляющих организаций, которые обслуживают 815 многоквартирных домов. Под управлением жилищно-строительных кооперативов 5 многоквартирных домов. В составе жилищно-коммунального хозяйства городского округа одна теплоснабжающая организация, на обслуживании которой находится 28 котельных.

## Транспорт

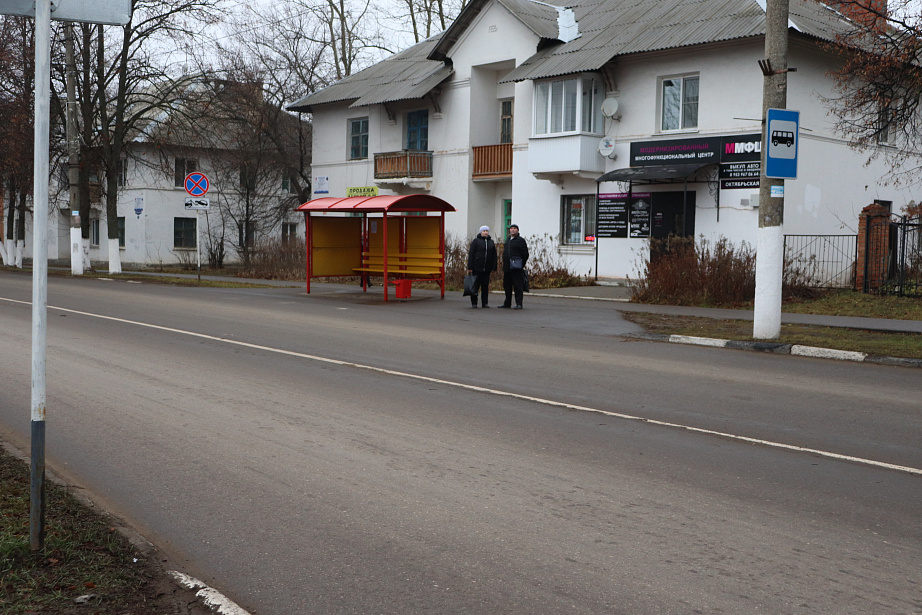
Автобусная остановка в городе Донской

Общая протяженность автомобильных дорог муниципального образования с твердым покрытием составляет 203,685 км. К основным автодорогам регионального значения относятся:
- Р114 Кашира — Серебряные Пруды — Кимовск — Узловая, соединяющая муниципальное образование с Серебряно-Прудским районом Московской области и юго-восточными районами Тульской области;
- Р140 Тула — Новомосковск, по которой осуществляются связи с Тулой, с железнодорожной станцией Узловая I и автодорогой М-4 «Дон» Москва — Воронеж[7].

Улично-дорожная сеть города Донского представлена городскими магистралями, а также сетью жилых улиц и проездов. Основу улично-дорожной сети составляют магистральные улицы, по которым осуществляется пропуск потоков пассажирского, грузового, легкового автотранспорта. Главной улицей города, его основной коммуникацией, является Октябрьская улица, проходящая в широтном направлении через весь город, на востоке через ул. Герцена выходит в отдельный район города — Бобрик Гору. Другими главными транспортными артериями города являются Новая ул., ул. Терпигорева, Комсомольская ул., Советская ул., Привокзальная ул., Мирная ул., ул. Пушкина, ул. Покрышкина, ул. Герцена в Центральном микрорайоне, Школьная ул., ул. Ленина в микрорайоне Северо-Задонск, Первомайская ул., Заводская ул., ул. Белякова в микрорайоне Новоугольный, обеспечивающие транспортные связи центральной части с жилыми и промышленными районами города и с подходами основных внешних автодорог.
Технические параметры значительной части магистральных улиц (ширина в красных линиях, габарит проезжей части) не соответствуют действующим нормативам и размерам движения автотранспорта, поэтому в ряде случаев используется принцип одностороннего движения транспорта. Из искусственных сооружений имеется два моста через реку Бобрик, протяженностью 27,5 метров, и через реку Дон на Северо-Задонск, длиной 52,5 метров. Велосипедное движение отдельной инфраструктуры не имеет, а велосипедные дорожки имеются только в специальных зонах отдыха и спорта. На автомобильных дорогах города установлено 967 дорожных знаков, 1 светофор и оборудовано 79 пешеходных перехода.
В городе организованы 5 муниципальных маршрутов регулярных перевозок:
- 6 — микрорайон Новоугольный — микрорайон Северо-Задонск;
- 19 — Бобрик-Гора — микрорайон Подлесный (шахта № 26);
- 41 — Бобрик-Гора — микрорайон Шахтерский, микрорайон Комсомольский;
- 105 — микрорайон Центральный — микрорайон Северо-Задонск;
- 109 — Бобрик-Гора — микрорайон Подлесный[58][59].

Город Донской расположен на магистральной железнодорожной линии Калуга — Тула — Узловая-I — Бобрик Донской — Павелец II — Ряжск. В пределах города к станции Бобрик-Донской примыкает однопутный электрифицированный ход Новомосковского кольца, проходящий через железнодорожные станции Новомосковск I и II и далее в северном направлении до Москвы.
Станция Бобрик-Донской — участковая, I класса. Основной парк состоит из 8 приёмоотправочных путей, 4-х сортировочных путей, 2-х погрузочно-выгрузочных путей и пункта для электропоездов.

## Социальная сфера

### Здравоохранение
Здравоохранение муниципального образования представлено многопрофильным государственным учреждением здравоохранения «Донская городская больница № 1», имеющим в своем составе круглосуточный стационар, амбулаторно-поликлинические отделения для взрослых и детей, родильное отделение и отделения неотложной и скорой медицинской помощи. По состоянию на 1 октября 2022 года на учёте в Донской городской больнице № 1 зарегистрировано 69 человек больных наркоманией (из них 1 человек до 18 лет, 5 с пагубным влиянием).

### Образование

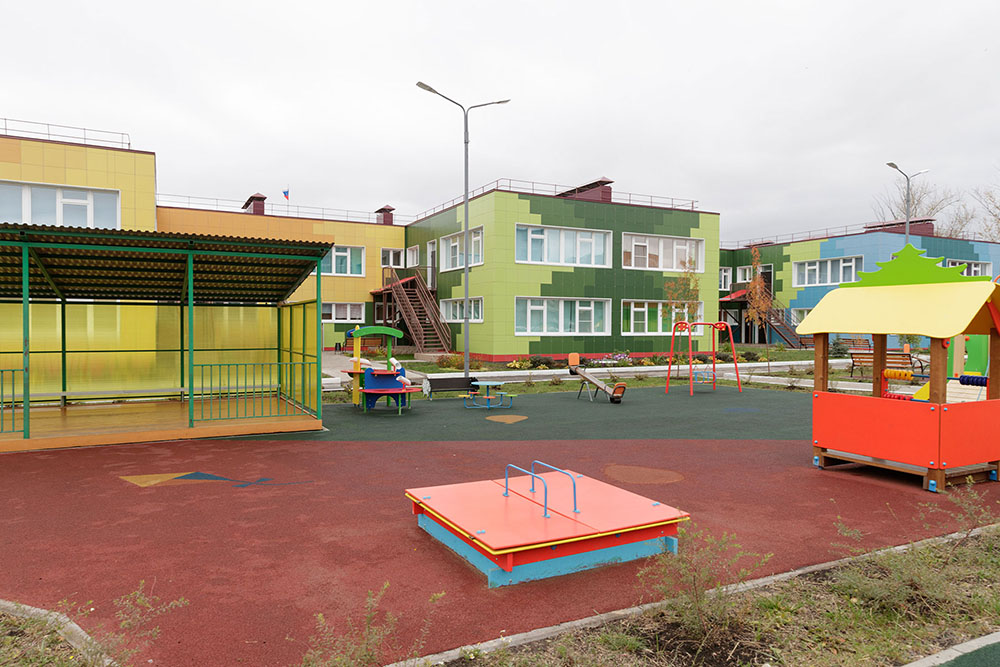
Детский сад № 2 в Донском

Систему образования в городе Донской представляют 10 общеобразовательных учреждений, 4 общеобразовательных центра, 15 дошкольных образовательных учреждений и 3 учреждения дополнительного образования. В них обучается и воспитывается более 7,5 тысяч человек. В 14 общеобразовательных организациях функционируют 33 группы продленного дня. В каждом дошкольном и общеобразовательном учреждении организовано питания воспитанников и обучающихся. Для льготных категорий школьников бесплатное питание предусматриваться за счет федерального, регионального и местного бюджетов. Подвоз детей к месту учёбы и обратно в муниципальном образовании город Донской не осуществляется. На конец 2022 года во вторую смену обучается 784 человека из 6 общеобразовательных организаций, что составляет 13,9 % от общего количества школьников.
Профессиональное образование представлено двумя учебными учреждениями. Донской политехнический колледж осуществляет подготовку специалистов для различных отраслей промышленности: транспортной, металлообрабатывающей, легкой, пищевой, а также сферы обслуживания. Выпускники Донского колледжа информационных технологий получают квалификацию техник-программист, техник по компьютерным сетям, техник по компьютерным системам и комплексам.
Систему дополнительного образования осуществляет Детская школа искусств № 1, образованная в 1959 году. В её структуру входят два учебных корпуса в микрорайонах Центральный и Северо-Задонск, а также выездные классы в микрорайоне Новоугольный на базе средней общеобразовательной школы № 14 микрорайона Новоугольный. В школе функционируют следующие отделения: фортепианное, оркестровое (струнно-смычковые инструменты, духовые инструменты), народные инструменты, теоретическое, общий курс фортепиано для разных специальностей, хоровое.
В 2019 году на базе средней общеобразовательной школы № 3 им. Страховой З. Х. создан Центр образования цифрового и гуманитарного профилей «Точка роста», где школьники Донского могут получать расширенные знания по предметным областям «Технологии», «Информатике» и «ОБЖ», а также дополнительные знания в области IT-технологий, проектной деятельности, медиатворчеству и шахматам.
Для решения задачи интеграции детей с ограниченными возможностями здоровья в городе осуществляют деятельность 8 дошкольных учреждений комбинированного вида. В данных детских садах функционируют 14 групп компенсирующей направленности.

### Культура

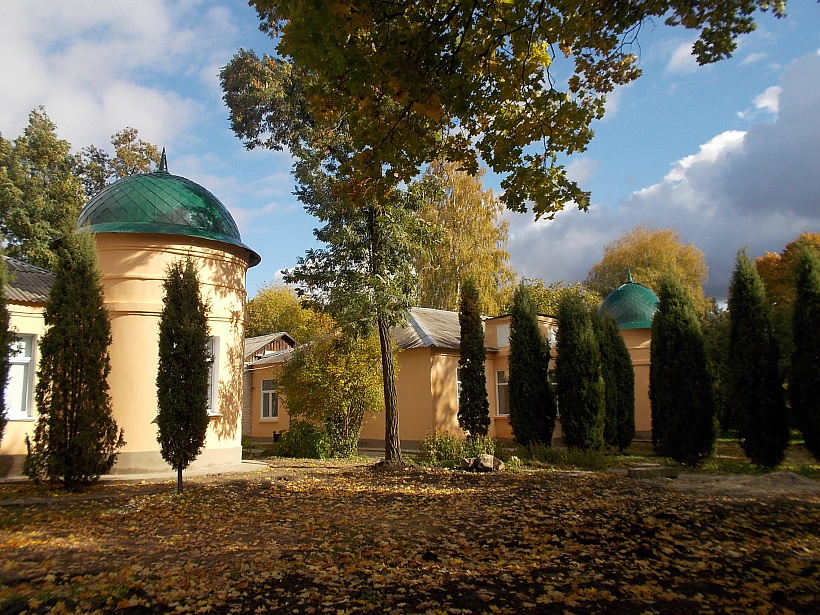
Флигель в усадьбе Бобрики

Сфера культуры представлена рядом учреждений культурно-досугового типа: Дом культуры имени Молодцова в Донском и три его филиала в микрорайонах Руднев, Шахтерский и Комсомольский, Центр культуры и досуга в микрорайоне Северо-Задонск, Централизованная библиотечная система, включающая 6 библиотек, историко-мемориальный музейный комплекс «Бобрики» и культурно-информационный центр с правом телерадиовещания. В августе 2016 года в Доме культуры имени Молодцова был открыт 3D кинотеатр.
Первая библиотека для народа была открыта 4 июля 1899 года в селе Бобрики (ныне городской микрорайон Бобрик-Гора) Обществом ревнителей русского исторического просвещения в память императора Александра III. По данным 1901 года фонд библиотеки насчитывал 409 томов, в основном книг на русском языке. В фонде имелась литература по следующим отделам: духовно-нравственного содержания; история церковная и гражданская; география; литературного содержания; естествоведение, медицина и гигиена. В 1912 году при винокуренном заводе графа Бобринского была открыта ещё одна бесплатная библиотека-читальня в память Отечественной войны 1812 года. После революции 1917 года книги из этих библиотек были расформированы по избам-читальням. В 1935 году в городе Донской появилась Центральная городская библиотека, а в 1936 году состоялось открытие Донской районной детской библиотеки. В настоящее время книжный фонд муниципальных библиотек составляет около 140000 единиц хранения. В системе муниципальных библиотек функционирует Центр правовой информации. В 2023 году в Центральной городской библиотеке Донского открылся виртуальный концертный зал.
В учреждениях культуры клубного типа работает 117 клубных формирований, 10 творческих коллективов со званием «Народный самодеятельный коллектив» и 1 творческий коллектив со званием «Образцовый самодеятельный коллектив». На базе историко-мемориального музейного комплекса «Бобрики» функционирует выставочный зал, в котором организуются выставки картин художников и творческих работ изобразительного и декоративно-прикладного искусства.

### Спорт

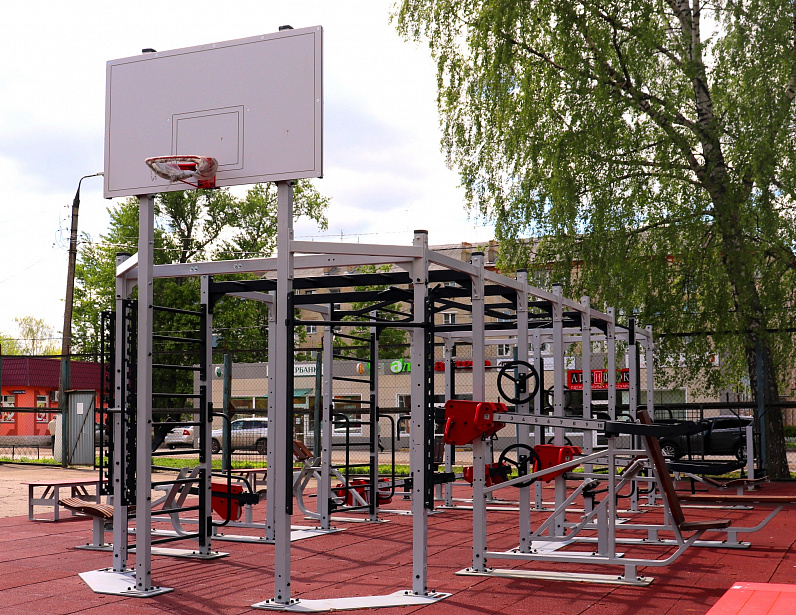
Спортивный комплекс для сдачи норм ГТО в микрорайоне Северо-Задонск

Сфера физической культуры и спорта представлена двумя учреждениями спортивной направленности: спортивно-оздоровительным центром «Спутник» и Донским спортивным комплексом. «Спутник» основан 5 июня 1982 года, и в своём составе имеет взрослый и малый плавательные бассейны, спортивный и тренажерный залы, зал лечебной физкультуры, оздоровительную сауну и универсальную спортивную площадку. На его базе проходят спортивно-массовые и физкультурно-оздоровительные мероприятия, функционируют группы здоровья, а также проводятся занятия по 5 видам спорта: плавание, греко-римская борьба, волейбол, смешанные боевые единоборства и футбол. В декабре 2019 года создано структурное подразделение Центр тестирования всероссийского физкультурно-спортивного комплекса «ГТО», включающее многофункциональную площадку для подготовки и сдачи нормативов.
Донской спортивный комплекс, до 2015 года называвшийся Детско-юношеская спортивная школа № 1, включает в свой состав 25-метровый бассейн, спортивный и тренажёрный зал, залы для занятий настольным теннисом, каратэ, смешанными боевыми единоборствами и танцевальный клуб «Фламинго». На его балансе также находятся стадион имени Молодцова с футбольным полем и беговыми легкоатлетическими дорожками, шахматный клуб, спортзал «Богатырь», хоккейная коробка и универсальная спортивная площадка. В 2020 году Донской спортивный комплекс включен в реестр спортивных объектов России, что позволяет проводить там соревнования городского, областного, регионального и всероссийского уровня.
В 2015 году в Донском была возрождена футбольная команда «Авангард», которая в 1975 году становилась чемпионом Тульской области. В 2019 году на базе парка-отеля «Плазма» построены теннисные корты для возможности проведения спортивных мероприятий различного уровня.
В 2022 году доля населения, систематически занимающегося физической культурой и спортом, составила 55,2 %.

### Молодёжная политика
На территории города в 2019 году создан Центр поддержки добровольчества и волонтерства, с численностью волонтеров на 1 декабря 2022 года 1300 человек, в 14 школьных отрядах, в 2 студенческих отрядах «Люди доброй воли» и «Доброе сердце», а также реализуются волонтерские программы православного патриотического молодого движения «Георгиевцы!». В сентябре 2022 года в Донском создано учреждение молодёжной политики Центр молодежи «Вектор».
В целях осуществления поддержки молодых семей и улучшения демографической ситуации в муниципальном образовании город Донской предоставляется единовременная выплата при рождении третьего и последующих детей у женщин, не достигших возраста 30 лет на дату рождения ребёнка, в возрасте 10000 рублей.

### Социальное обеспечение
По состоянию на начало 2023 года на территории муниципального образования город Донской в органах социальной защиты населения состоит на учёте 3610 инвалидов, в том числе 170 детей-инвалидов. Инвалиды-колясочники испытывают трудности в передвижении, а многие из них изолированы в своих квартирах из-за отсутствия пандусов в подъездах домов, социально значимых объектах социальной инфраструктуры.
В 2014—2022 годах были частично оборудованы социально значимые объекты социальной инфраструктуры: установлены мнемосхемы в библиотеках, Центре культуры и досуга, Доме культуры им. Молодцова, спортивно-оздоровительном центре «Спутник»; противоскользящие полоски Историко-мемориальном музейном комплексе; тактильные таблички для слабовидящих в Центре культуры и досуга; беспроводная система вызова помощи и поручень в санитарном помещении Дома культуры им. Молодцова. Все образовательные учреждения обеспечены информационными табличками, выполненными рельефно-точеным шрифтом Брайля.

## Сфера внутренних дел
Криминальная ситуация в Донском по итогам 2021 года остаётся достаточно напряжённой, наблюдается динамика роста общего количества преступлений, в том числе мошенничеств и краж. В 2021 году было зарегистрировано 652 преступления, что на 67 больше годом ранее.

## Связь и средства массовой информации
В сфере предоставления услуг связи в Донском доступны следующие операторы. Интернет по технологиям FTTB — ТрансТелеКом, Росинтел, Ростелеком (подключение к ним доступно в подавляющем большинстве жилых зданий города, кроме частных одноэтажных домов). Операторы сотовой связи представлены компаниями Теле2, Мегафон, Yota, Билайн, МТС. Устойчивое покрытие сетями 3G обеспечивают все эти операторы.
В 1995 году была создана телекомпания «ТВ-Донской», сетевым партнером которой в настоящее время является федеральный телеканал «Звезда». Контент телеканала состоит их выпусков новостей и тематических передач, которые выходят в эфир по будням в 18:30, с повторами на следующий день в 9:15 и в 13:15. На территории города также ведут вещания телеканалы из Новомосковска, Тулы, Киреевска и Узловой.

## Туризм

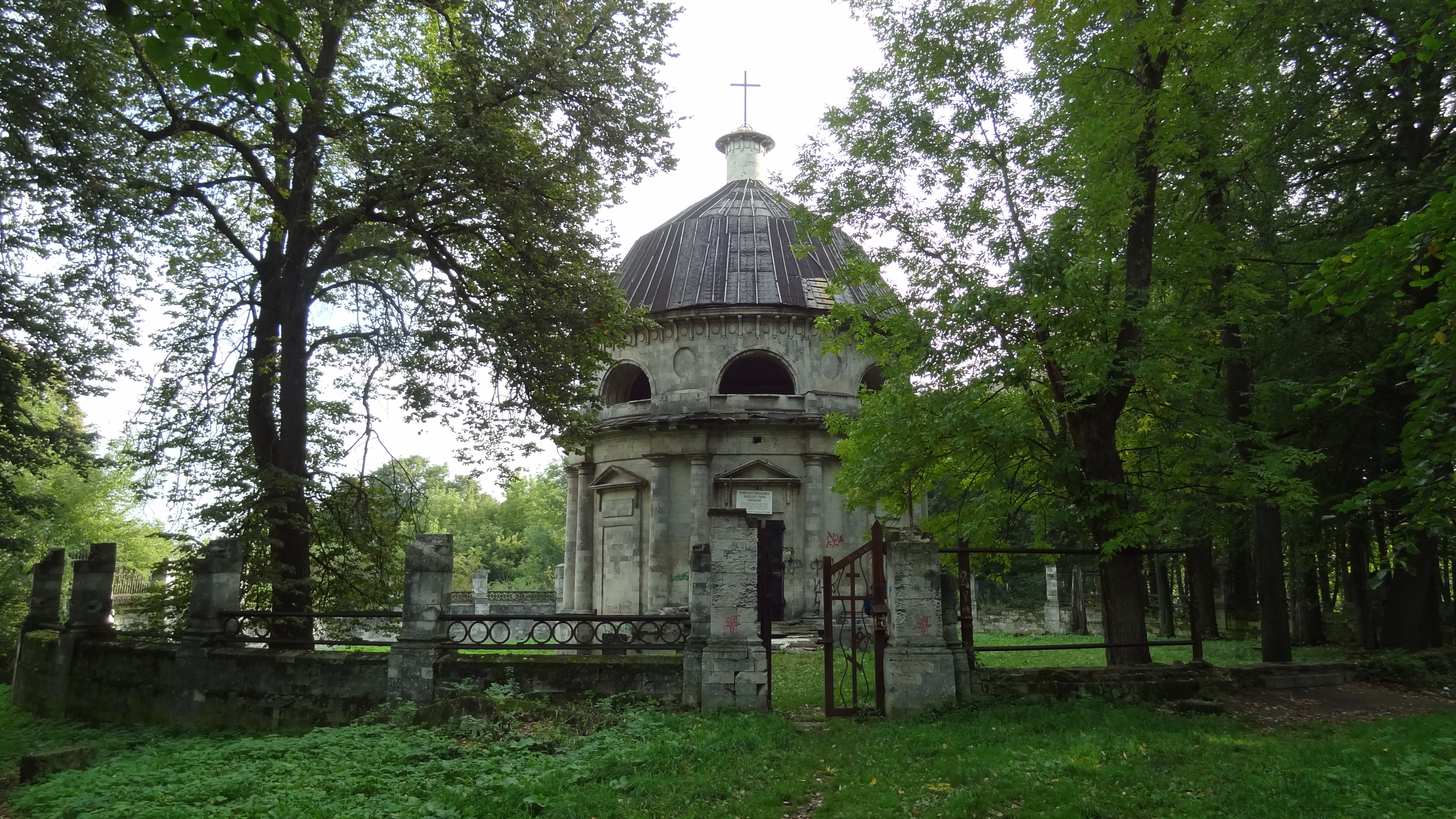
Усыпальница Бобринских

В микрорайоне Бобрик-Гора частично сохранилась усадьба Бобрики, которую основала Екатерина II и завещала своему внебрачному сыну Алексею Бобринскому. В комплекс усадьбы входят два флигеля дворца, Спасская церковь (1778), усыпальница графов Бобринских (начало XIX века) и усадебный парк — памятник садово-парковой архитектуры XVIII—XIX веков. На территории бывшей усадьбы расположен историко-мемориальный музейный комплекс «Бобрики», созданный в 1933 году в здании усадебной церкви как музей Подмосковного угольного бассейна. В 1940 году на базе музея был открыт второй в СССР планетарий.
В феврале 1996 года музей и планетарий были перепрофилированы в городской краеведческий музей, на базе которого в том же году создан историко-мемориальный музейный комплекс «Бобрики», располагающий кинозалом, лекторием, архивом и научной библиотекой. Коллекция музейного комплекса насчитывает более 26,5 тысяч единиц хранения, среди которых предметы археологии от неолита до русского средневековья, мемориальная коллекция представителей рода Бобринских, этнографическая коллекция предметов Епифанского уезда Тульской губернии, к которой относилось село Бобрики, монеты XVI—XXI веков, произведения живописи художников Тульской области, а также собрании редких книг.
Тульская область стала площадкой для внедрения пилотного проекта федерального туристического маршрута «Русские усадьбы». Этот проект, который охватит несколько регионов Центра России, будет реализован впервые в стране. В туристический маршрут «Русские усадьбы» вошёл и историко-мемориальный музейный комплекс «Бобрики», расположенный на территории муниципального образования город Донской.

## Известные уроженцы
- Архипенков, Владимир Трофимович
- Салтыкова, Ирина Ивановна (род. 1966) — советская и российская эстрадная певица
- Снигирь, Юлия Викторовна
- Абрамов, Константин Викторович (род. 1987) — флейтист